# Cesare Dominiceti
Cesare Dominiceti (Desenzano del Garda, 12 luglio 1821 – Sesto San Giovanni, 20 giugno 1888) è stato un compositore italiano, autore di alcune opere di successo.

## Vita ed opera
Si iscrive al Conservatorio di Milano, diplomandosi in composizione. È del 1841 la prima prova giovanile, un'opera breve rappresentata a Desenzano del Garda, suo paese natale. Seguono La fiera di Tolobos (1845) e Due mogli in una (1853), che ottengono un discreto successo, mentre La maschera, presentata al Teatro alla Scala di Milano nel 1854, cade clamorosamente. Dopo circa un ventennio dedicato quasi interamente all'insegnamento presso il Conservatorio di Milano, Dominiceti torna a far parlare di sé con Morovico (1873), accolto con moderato entusiasmo dal pubblico milanese del Teatro Dal Verme.
Nel 1875 Arrigo Boito scrive per Dominiceti il libretto di Iràm, ma l'opera, appena abbozzata dal compositore, non vedrà mai la luce. Le ultime due creazioni del maestro di Desenzano, Il lago delle fate (1878) e L'ereditiera (1881), conosceranno un certo successo di critica e di pubblico, grazie anche al consumato mestiere di Angelo Zanardini, che firma i libretti di entrambe le opere.
Nel 1884 il compositore è invitato a far parte della commissione giudicatrice delle opere presentate a un concorso bandito dall'editore Sonzogno. La commissione, presieduta da Amilcare Ponchielli, boccerà inspiegabilmente, com'è noto, Le Villi di Puccini, non reputandolo neppure degno di menzione. Cesare Dominiceti si spegnerà quattro anni più tardi a Sesto San Giovanni.

## Opere liriche (selezione)
- La fiera di Tolobos, libretto di Callisto Bassi, Brescia, 1845
- Due mogli in una, libretto di Callisto Bassi, Milano, 1853
- La maschera, libretto di Francesco Guidi, Milano, 1854
- Morovico, libretto non firmato, Milano, 1873
- Il lago delle fate, libretto di Angelo Zanardini, Milano, 1878
- L'ereditiera, libretto di Angelo Zanardini, Milano, 1881